# Kiwa
A Kiwa mélytengeri tízlábú rákok neme, melybe mélytengeri hidrotermális hasadékokban és szénhidrogén-szivárgásokban (vagy hidegszivárgásokban) élő, nem fotoszintézis-alapú ökoszisztémákban élő rákok tartoznak. Ezeket jetirákoknak is nevezik. A nem családjának (Kiwaidae) és öregcsaládjának (Kiwaoidea) egyetlen neme.
Két fajt írtak le a nemből: a Kiwa hirsuta-t 2005-ben találták meg, a Kiwa puravida-t pedig 2006-ban. Egy harmadik fajra a délnyugat-indiai-óceáni hátságban bukkantak rá, de még nem került leírásra.
Macpherson és tsai. a ráknemet Kiwáról, „a polinéz mitológia rákistennőjéről” nevezték el, bár Kiwa valójában a maori mitológiában szerepel, a tenger hímnemű őrzőjeként.